# Тит-Вож
Тит-Вож — река в России, протекает в Вуктыльском районе Республики Коми. Устье реки находится в 58 км по левому берегу реки Лунвож. Длина реки составляет 25 км.
Исток реки в болотах на границе с муниципальным районом Печора в 55 км к северо-западу от города Вуктыл. Река течёт на юг, всё течение проходит по ненаселённой, заболоченной тундре. Именованных притоков не имеет. Ширина реки в нижнем течении около 6 м.

## Данные водного реестра
По данным государственного водного реестра России относится к Двинско-Печорскому бассейновому округу, водохозяйственный участок реки — Печора от водомерного поста у посёлка Шердино до впадения реки Уса, речной подбассейн реки — бассейны притоков Печоры до впадения Усы. Речной бассейн реки — Печора.
По данным геоинформационной системы водохозяйственного районирования территории РФ, подготовленной Федеральным агентством водных ресурсов:
- Код водного объекта в государственном водном реестре — 03050100212103000062026
- Код по гидрологической изученности (ГИ) — 103006202
- Код бассейна — 03.05.01.002
- Номер тома по ГИ — 03
- Выпуск по ГИ — 0